# Neulise
Neulise är en kommun i departementet Loire i regionen Auvergne-Rhône-Alpes i centrala Frankrike. Kommunen ligger i kantonen Saint-Symphorien-de-Lay som tillhör arrondissementet Roanne. År 2022 hade Neulise 1 356 invånare.

## Befolkningsutveckling
Antalet invånare i kommunen Neulise
| Referens: INSEE |